# Nowa Wieś (powiat kłodzki)

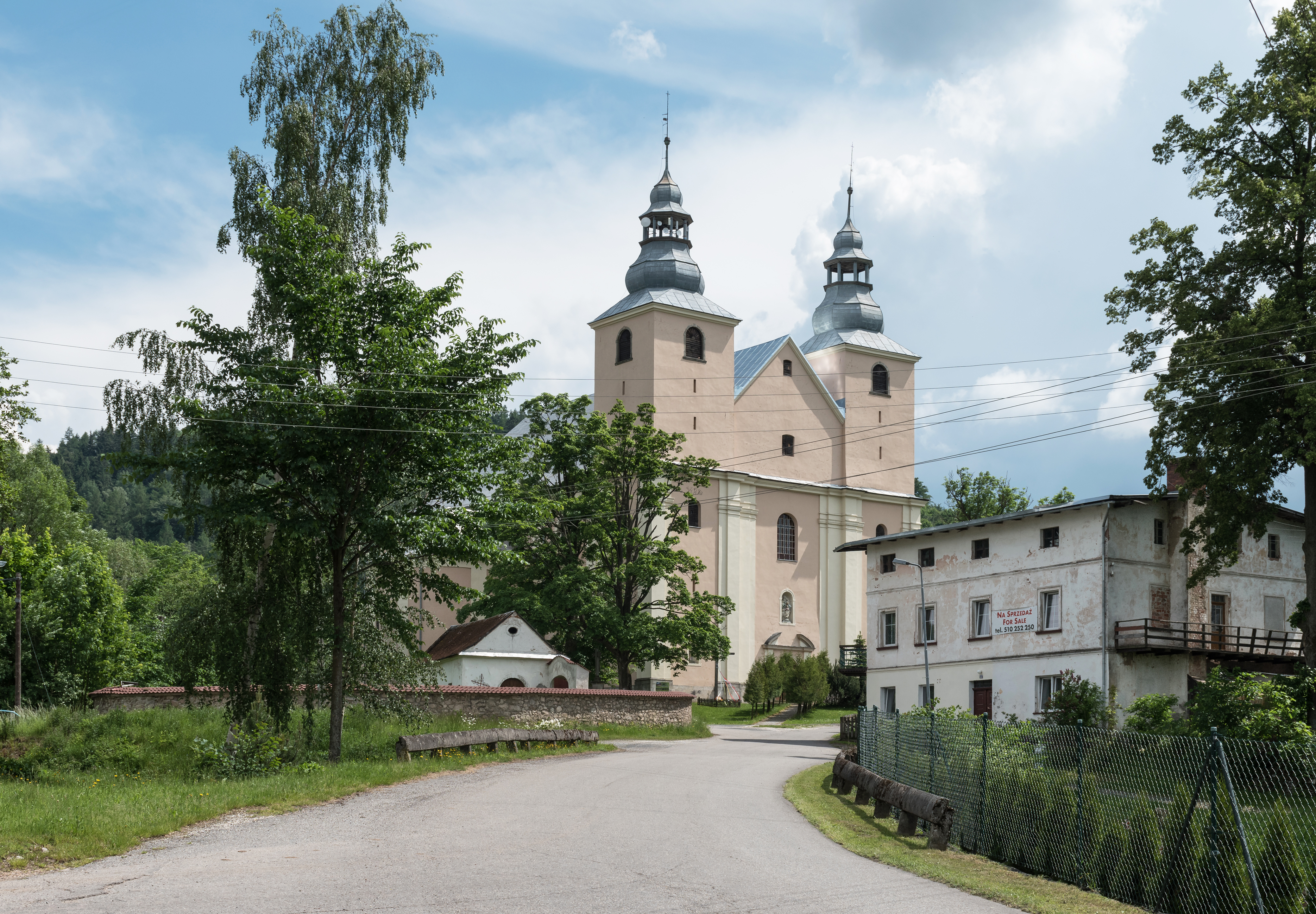
Kościół Wniebowzięcia NMP w Nowej Wsi

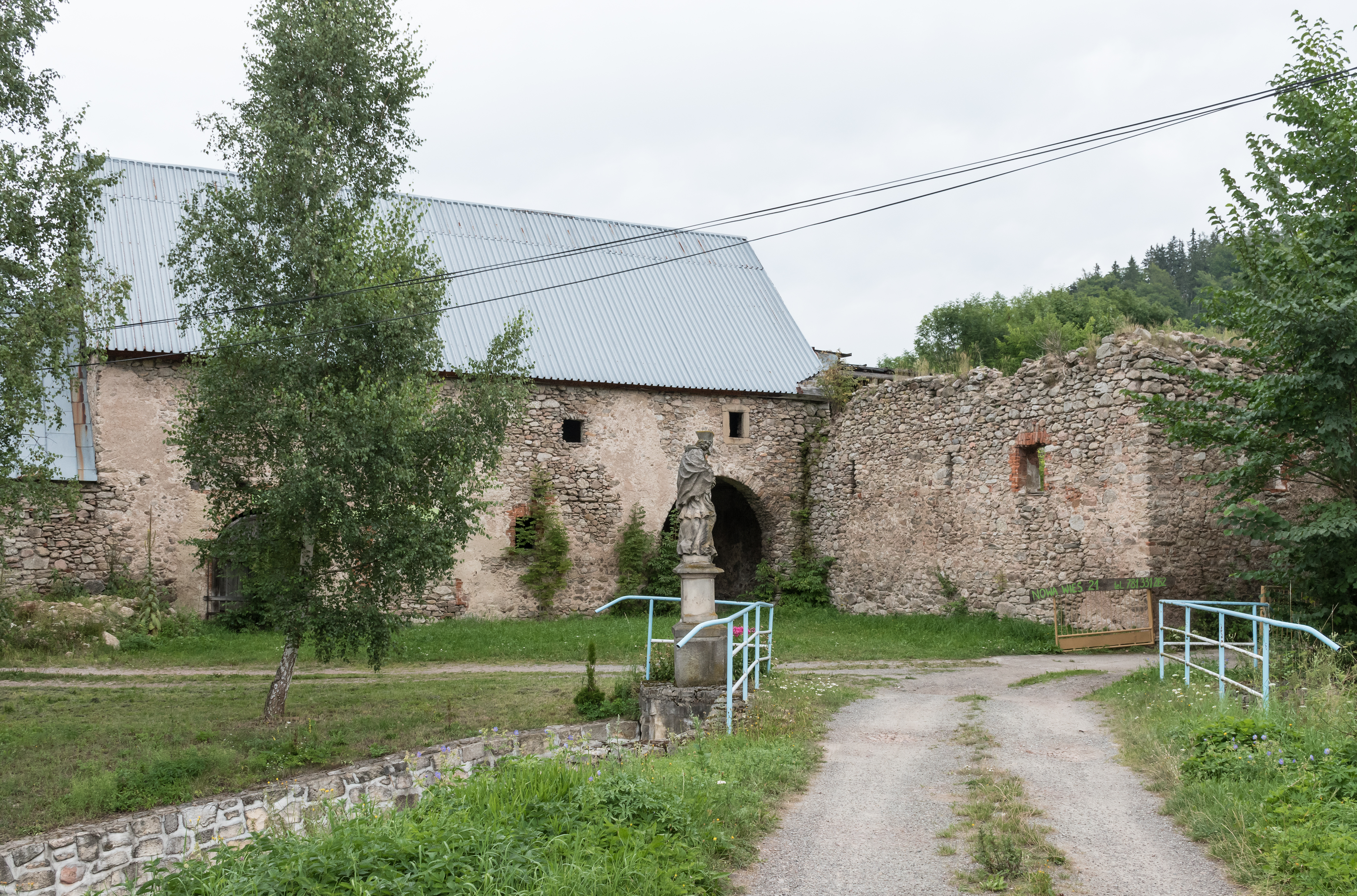
Dwór w Nowej Wsi

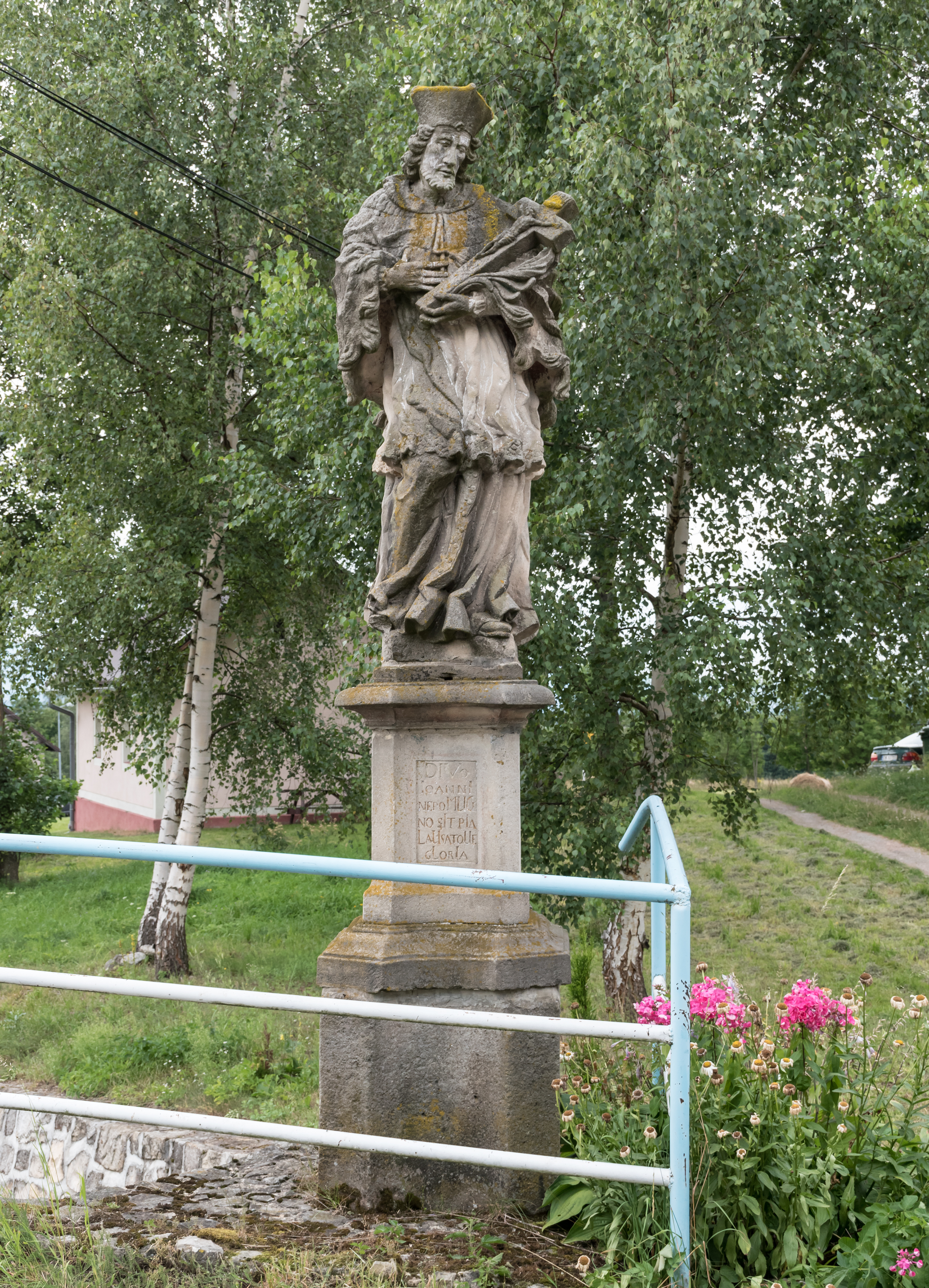
Figura św. Jana Nepomucena przy dworze

Nowa Wieś (niem. Neundorf) – wieś w Polsce położona w województwie dolnośląskim, w powiecie kłodzkim, w gminie Międzylesie.

## Położenie
Nowa Wieś-położona w południowo-zachodniej Polsce, w zachodniej części Masywu Śnieżnika, około 7,6 km na północny wschód od centrum miejscowości Międzylesie.

## Podział administracyjny
Przed 1945 rokiem Nowa Wieś należała do Powiatu bystrzyckiego (niem. Landkreis Habelschwerdt). Do 1975 roku wieś należała do Powiatu bystrzyckiego. W latach 1975–1998 miejscowość należała administracyjnie do województwa wałbrzyskiego.

## Historia
Wcześniej na terenie obecnej wsi istniała osada. W roku 1246 utworzono dobra międzyleskie, do których włączono tereny obecnej wsi. W 1294 roku król czeski Wacław II przekazał dobra międzyleskie, wraz z osadą na obszarze obecnej wsi, cystersom z Kamieńca Ząbkowickiego, którzy rozpoczęli planową akcję kolonizacji i wycinania potężnych lasów w celu rozwinięcia rolnictwa u podnóża Śnieżnika. W 1315 roku za panowania Jana Luksemburskiego dobra międzyleskie wraz ze wsią odkupił od cystersów łużycki rycerz Otto von Glaubitz (Gloubos), za którego nastąpiła znaczna rozbudowa wsi. Pierwsza wzmianka o wsi pojawia się w dokumencie z 1358 roku, już po rozdziale majątku między braci Gloubosów. Podczas wojen husyckich Gloubitzom odebrano dobra, a w 1428 roku wieś została doszczętnie zniszczona przez husytów.
Po zniszczeniach wojennych w latach 1436–1440 nastąpiła rozbudowa wsi. Obok starej wzmiankowanej wcześniej i zniszczonej wsi powstała jej nowa część. Podział na dwie wsie starszą i nowszą utrzymywał się przez kilkadziesiąt lat. Każda wieś miała osobny drewniany kościół. Pierwszy, pw. św. Barbary, został wzniesiony w połowie XIV wieku przez miejscowego chłopa, w darze za uratowanie córki. Drugi, to kościół pw. św. Małgorzaty, o którym pochodzi wzmianka z 1486 roku. W XVI wieku Nowa Wieś była własnością rycerską, w centrum wsi znajdował się dwór z parkiem. W 1515 roku właścicielem wsi był M. Roth, następnie: H. Richter, B. Nitsche, T. Sturm, H. Veit oraz Dawid von Tschirnhaus.
Wojna trzydziestoletnia przyniosła spore zniszczenia wsi. Zniszczeniu uległy również oba kościoły. W 1640 roku hrabia von Annaberga ufundował nowy, murowany kościół. W 1654 roku dobra wraz ze wsią nabył hrabia Michael Wenzel von Althann, który miał zamiar sprowadzić do wsi pijarów z Pragi. Ufundował duży kościół z klasztorem. Budowę kościoła ukończono w 1715 roku. Prace budowlane trwające do 1805 r. związane były z klasztorem, którego nie zbudowano ze względu na brak środków finansowych. W XVIII wieku, po okresie wojen śląskich, wieś przeżyła renesans gospodarczy, oparty na przemyśle tkackim. Dobrze rozwinięta wieś, posiadała chałupnicze warsztaty tkaczy, owczarnię, folwark, młyn wodny i szkołę. Po wojnach napoleońskich, w połowie XIX wieku, wieś przeżyła kryzys spowodowany rewolucją przemysłową i upadkiem tkactwa. W tym okresie powstał kamieniołom. W XIX wieku Nowa Wieś stała się dużą wsią i znanym letniskiem, składała się z 4 części należących do różnych właścicieli.
Po 1945 roku wieś znacznie się wyludniła, najliczniej w górnej części. W latach 60. XX wieku powstały we wsi zakładowe ośrodki wypoczynkowe, które do obecnych czasów nadają wsi charakter letniskowy.

## Nazwa
Pierwotna nazwa miejscowości wywodzi się od dwóch polskich słów „nowy” oraz „wieś”. Śląski pisarz Konstanty Damrot w swojej pracy o śląskim nazewnictwie z 1896 roku wydanej w Bytomiu wymienia dwie nazwy: obecnie funkcjonującą, polską „Nowa Wieś” oraz niemiecką „Neundorf”. Wymienił on również staropolską zlatynizowaną nazwę „Novaves” pod jaką miejscowość została zanotowana w łacińskim dokumencie z roku 1479.
Pierwotną staropolską nazwę „Nova Wieś” tłumaczy jako „Neues Dorf”. Ta przetłumaczona na język niemiecki nazwa wsi w postaci Neundorf stała się później obowiązującą w czasach pruskich do 1945 roku.

## Charakterystyka
Niewielka, podgórska wieś łańcuchowa, rozciągnięta na przestrzeni 2,2 km, o luźnym układzie zabudowań, ulokowana w górskiej dolinie nad rzeką Nowinka u zachodniego podnóża Masywu Śnieżnika. Zabudowa wsi składa się z pojedynczych budynków gospodarczych i mieszkalnych rozlokowanych na wysokości od 500 do 610 m n.p.m. wzdłuż drogi po obu jej stronach. W środkowej części wsi, zabudowa zwarta o zabudowaniach położonych obok kilku dróg, które odchodząc od drogi głównej tworzą ulice. Przez wieś przepływa potok górski i przebiega droga lokalna Domaszków – Goworów. Wieś ma charakter rolniczo-letniskowy. Wokół rozciągają się rozległe użytki rolne i górskie łąki, leżące głównie na zboczach doliny. W bliskim otoczeniu dolnej części wsi występują, niewielkie pasy zieleni z drzew liściastych w formie przydomowych nasadzeń, oraz wzdłuż potoku i miedz. Górna część wsi otoczona jest z trzech stron lasem świerkowym regla dolnego. Od południowego wschodu nad wsią dominuje wzniesienie Owcza Góra, a od północnego wschodu Szeroka Kopa. We wsi zachował się liczny zespół domów mieszkalnych i mieszkalno-gospodarczych o cechach charakterystycznych dla budownictwa ludowego ziemi kłodzkiej z połowy XIX wieku, kościół pw. Wniebowzięcia NMP z początku XVIII wieku, oraz ruiny wielkiego renesansowego murowanego dworu z 1585 roku.

## Zabytki
Do wojewódzkiego rejestru zabytków wpisane są obiekty:
- kościół parafialny, drugi co do wielkości na ziemi kłodzkiej, zbudowany w latach 1701–1715 według projektu włoskiego architekta Jakoba Carovy (wcześniej budowniczego twierdzy kłodzkiej)[6]. Strop wykonano w roku 1735, w roku 1751 nastąpiła konsekracja. Wieże zbudowano w latach 1804–1805[9]. Świątynię wzniesiono na planie krzyża greckiego, z pięciobocznym prezbiterium[6]. Wnętrze przekryte jest sklepieniem kolebkowym z lunetami i posiada empory. Rzeźby ołtarzowe z roku 1795 i ambona z roku 1796 są dziełem Michała Ignacego Klahra[6].
- ruiny renesansowego dwór z 1585[6].

## Ciekawostki
- w roku 1827 wieś i okolice nawiedziło trzęsienie ziemi
- w XIX wieku funkcjonował tu tor saneczkowy

- po roku 1945 przyjęto nazwę Nowa Wieś od czes. pierwotnego Nováves[10], co zatwierdziła Komisja Ustalania Nazw Miejscowości

## Turystyka
Powyżej wsi po wschodnie stronie, stokiem Małego Śnieżnika prowadzą szlaki turystyczne:
- niebieski – z Międzylesia na Halę pod Śnieżnikiem.
- żółty – z Międzygórza na Przełęcz pod Puchaczem.

## Osoby związane z Nową Wsią
- Franz Jung, niemiecki duchowny katolicki, od 1983 wielki dziekan kłodzki oraz kanoniczny wizytator księży i wiernych hrabstwa kłodzkiego, urodził się tu w 1936 roku[11].